# Unicornography
Unicornography is het debuutalbum van de Amerikaanse punkband The Falcon. Het werd uitgegeven op 26 september 2006 door Red Scare Industries.
Todd Mohney was de oorspronkelijke gitarist van The Falcon, en hij zou in eerste instantie ook op dit album spelen. Hij kon echter niet aanwezig zijn bij de opnamesessies vanwege andere verplichtingen. Hij werd vervangen door bandleden Brendan Kelly en Neil Hennessy.

## Nummers
1. "The Angry Cry of the Angry Pie" - 1:54
2. "Blackout" - 3:03
3. "The La-Z-Boy 500" - 2:53
4. "The Celebutard Chronicles" - 2:11
5. "Little Triggers" - 2:33
6. "The Routes We Wander" - 2:42
7. "The Longshoreman's Lament" - 1:23
8. "Unicorn Odyssey" - 2:39
9. "R.L. Burnouts Inc." - 2:22
10. "Building the Even More Perfect Asshole Parade" - 2:36
11. "When I Give the Signal, Run!" - 3:46

## Band
- Brendan Kelly - zang, gitaar
- Dan Andriano - basgitaar
- Neil Hennessy - drums